# ديفيد ويننج
ديفيد ويننج هو كاتب سيناريو ومنتج أفلام ومخرج وممثل كندي، ولد في 8 مايو 1961 بكالغاري في كندا.

## أعمال

### أفلام
- (1983) سوبرمان 3[4][5]

## وصلات خارجية
- ديفيد ويننج على موقع IMDb (الإنجليزية)
- ديفيد ويننج على موقع ألو سيني (الفرنسية)
- ديفيد ويننج على موقع أول موفي (الإنجليزية)
- ديفيد ويننج على موقع قاعدة بيانات الأفلام السويدية (السويدية)
- ديفيد ويننج على موقع قاعدة بيانات الفيلم (الإنجليزية)
- ديفيد ويننج على موقع كينوبويسك (الروسية)